# 伊沃尔加扎仓

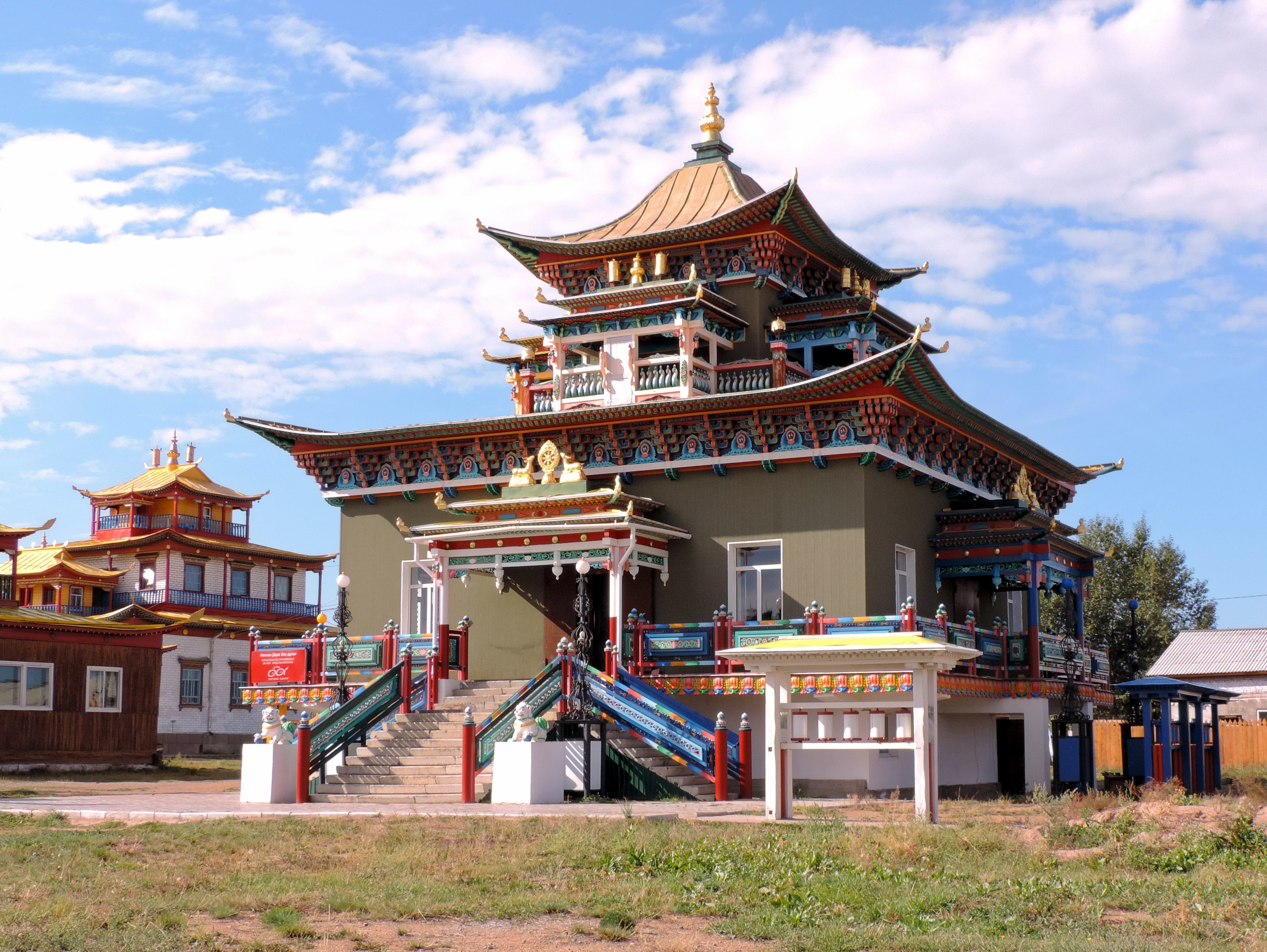
伊沃尔加扎仓

伊沃尔加扎仓（俄語：Иволгинский дацан，羅馬化：dga ldan bkra shis chos 'khor gling，“甘丹扎西确阔林”），是一座位于俄罗斯布里亞特共和國的佛教寺庙。距乌兰乌德23公里，靠近上伊沃尔加村。该寺是俄罗斯僧伽（佛教徒社区）的中心，也是俄罗斯佛教精神领袖班智达堪布喇嘛的故乡。
该寺庙始建于1945年，后来陆续新建了多所大殿。寺內設有佛教美術館、圖書館、佛教大學、避暑處和種植無花果的溫室。大學名為「扎西確闊林」（藏語意譯為吉祥法輪洲），是俄羅斯第一所教授醫學、密宗、哲學和佛教造像等課程的佛教大學。

## 图册
- 主寺
- 堪布殿
- 内部视角的大门
- 喇嘛们的住所
- 2021年7月拍摄